# アライドテレシスキャピタルジャパン
アライドテレシスキャピタルジャパン株式会社は、（英語名：Allied Telesis Capital Japan K.K）アライドテレシスグループ全てを統括する純粋持株会社・アライドテレシスホールディングス株式会社の連結子会社である。本社は持株会社と同じ東京都品川区に置く。

## 概要
- 設立 2014年7月24日
- 事業内容 ネットワーク機器・周辺機器・その他情報機器等を中心としたリースおよびファイナンスサービス